# Lijst van integralen
Integreren is een basisbewerking uit de analyse. Aangezien integreren niet, zoals bij differentiëren, door eenvoudige regels plaatsvindt, zijn tabellen met veel voorkomende integralen een handig hulpmiddel. In de onderstaande lijst van integralen wordt van een groot aantal verschillende functies de primitieve functie gegeven.
Er zijn lijsten van integralen:
- van rationale functies
- van irrationale functies
- van exponentiële functies
- van logaritmische functies
- van goniometrische functies
- van inverse goniometrische functies
- van hyperbolische functies
- van inverse hyperbolische functies

Er wordt van alle genoemde integralen de primitieve functie gegeven. De primitieve functie van een functie is tot op de integratieconstante na bepaald. De integratieconstante {\displaystyle C} bij de genoemde integralen kan alleen met bijkomende informatie, beginvoorwaarde of randvoorwaarde worden bepaald. Bij de hier gegeven integralen worden de onder- en de bovengrens van het interval, waarover wordt geïntegreerd, niet gegeven. Oneigenlijke integralen worden apart behandeld.

## Rekenregels bij het integreren
- Lineariteit van een integraal:

{\displaystyle \int cf(x)\ {\rm {d}}x=c\int f(x)\ {\rm {dx}}}
{\displaystyle \int (f(x)+g(x))\ {\rm {d}}x=\int f(x)\ {\rm {d}}x+\int g(x)\ {\rm {d}}x}
- Partiële integratie

{\displaystyle \int f(x)g'(x)\ {\rm {d}}x=f(x)g(x)-\int f'(x)g(x)\ {\rm {d}}x}
- Bepaalde integraal

{\displaystyle \int _{a}^{b}{\frac {{\rm {d}}F(x)}{{\rm {d}}x}}\ {\rm {d}}x=[F(x)]_{a}^{b}=F(b)-F(a)}
- Meervoudige integraal als herhaalde integraal

{\displaystyle \iint f(x,y)\ {\rm {d}}x{\rm {d}}y=\int \left(\int f(x,y)\ {\rm {d}}x\right){\rm {d}}y}
- Integratie door substitutie

{\displaystyle \int f(g(t))\ g'(t)\ {\rm {d}}t=\int f(x)\ {\rm {d}}x}

## Integralen van standaardfuncties

### Rationale functies
{\displaystyle \int 1\ {\rm {d}}x=x+C}
{\displaystyle \int x^{n}\ {\rm {d}}x={\frac {x^{n+1}}{n+1}}+C\qquad {\mbox{ als }}n\neq -1}
{\displaystyle \int {\frac {1}{x}}\ {\rm {d}}x=\ln {\left|x\right|}+C}
{\displaystyle \int {\frac {1}{a^{2}+x^{2}}}\ {\rm {d}}x={\frac {1}{a}}\arctan {\frac {x}{a}}+C}
{\displaystyle \int {\frac {1}{x\left(a+bx\right)}}\ {\rm {d}}x={\frac {1}{a}}\ln \left|{\frac {x}{a+bx}}\right|+C}
{\displaystyle \int {\frac {1}{ax^{2}+bx+c}}\ {\rm {d}}x=\left\{{\begin{matrix}{\cfrac {1}{\sqrt {b^{2}-4ac}}}\ln \left|{\cfrac {2ax+b-{\sqrt {b^{2}-4ac}}}{2ax+b+{\sqrt {b^{2}-4ac}}}}\right|+C&{\mbox{als}}\ b^{2}>4ac\\{\cfrac {2}{\sqrt {4ac-b^{2}}}}\arctan {\cfrac {2ax+b}{\sqrt {4ac-b^{2}}}}+C&{\mbox{als}}\ b^{2}<4ac\end{matrix}}\right.}
{\displaystyle \int {\frac {x}{ax^{2}+bx+c}}\ {\rm {d}}x={\frac {1}{2a}}\ln \left|ax^{2}+bx+c\right|-{\frac {b}{2a}}\int {\frac {1}{ax^{2}+bx+c}}\ {\rm {d}}x}

### Irrationale functies
{\displaystyle \int {{\rm {d}}u \over {\sqrt {a^{2}-u^{2}}}}=\arcsin {u \over a}+C}
{\displaystyle \int {-{\rm {d}}u \over {\sqrt {a^{2}-u^{2}}}}=\arccos {u \over a}+C}
{\displaystyle \int {{\rm {d}}u \over u{\sqrt {u^{2}-a^{2}}}}={1 \over a}{\mbox{arcsec}}\ {|u| \over a}+C}
{\displaystyle \int {\sqrt {a^{2}-x^{2}}}\ {\rm {d}}x={\frac {x}{2}}{\sqrt {a^{2}-x^{2}}}+{\frac {a^{2}}{2}}\arcsin {\frac {x}{a}}+C,\quad a>0}
{\displaystyle \int \left(a^{2}-x^{2}\right)^{\frac {3}{2}}\ {\rm {d}}x={\frac {x}{8}}\left(5a^{2}-2x^{2}\right){\sqrt {a^{2}-x^{2}}}+{\frac {3a^{4}}{8}}\arcsin {\frac {x}{a}}+C,\quad a>0}
{\displaystyle \int {\frac {1}{\left(a^{2}-x^{2}\right)^{\frac {3}{2}}}}\ {\rm {d}}x={\frac {x}{a^{2}{\sqrt {a^{2}-x^{2}}}}}+C}
{\displaystyle \int x{\sqrt {a+bx}}\ {\rm {d}}x={\frac {2\left(3bx-2a\right)\left(a+bx\right)^{\frac {3}{2}}}{15b^{2}}}+C}
{\displaystyle \int {\frac {\sqrt {a+bx}}{x}}\ {\rm {d}}x=2{\sqrt {a+bx}}+a\int {\frac {1}{x{\sqrt {a+bx}}}}\ {\rm {d}}x}
{\displaystyle \int {\frac {x}{\sqrt {a+bx}}}\ {\rm {d}}x={\frac {2\left(bx-2a\right){\sqrt {a+bx}}}{3b^{2}}}+C}
{\displaystyle \int {\frac {1}{x{\sqrt {a+bx}}}}\ {\rm {d}}x={\frac {1}{\sqrt {a}}}\ln \left|{\frac {{\sqrt {a+bx}}-{\sqrt {a}}}{{\sqrt {a+bx}}+{\sqrt {a}}}}\right|+C,\quad a>0}
{\displaystyle \int {\frac {1}{x{\sqrt {a+bx}}}}\ {\rm {d}}x={\frac {2}{\sqrt {-a}}}\arctan \left|{\sqrt {\frac {a+bx}{-a}}}\right|+C,\quad a<0}
{\displaystyle \int {\frac {\sqrt {a^{2}-x^{2}}}{x}}\ {\rm {d}}x={\sqrt {a^{2}-x^{2}}}-a\ln \left|{\frac {a+{\sqrt {a^{2}+x^{2}}}}{x}}\right|+C}
{\displaystyle \int x{\sqrt {a^{2}-x^{2}}}\ {\rm {d}}x=-{\frac {1}{3}}\left(a^{2}-x^{2}\right)^{\frac {3}{2}}+C}
{\displaystyle \int x^{2}{\sqrt {a^{2}-x^{2}}}\ {\rm {d}}x={\frac {x}{8}}\left(2x^{2}-a^{2}\right){\sqrt {a^{2}-x^{2}}}+{\frac {a^{4}}{8}}\arcsin {\frac {x}{a}}+C,\quad a>0}
{\displaystyle \int {\frac {1}{x{\sqrt {a^{2}-x^{2}}}}}\ {\rm {d}}x=-{\frac {1}{a}}\ln \left|{\frac {a+{\sqrt {a^{2}-x^{2}}}}{x}}\right|+C}
{\displaystyle \int {\frac {x}{\sqrt {a^{2}-x^{2}}}}\ {\rm {d}}x=-{\sqrt {a^{2}-x^{2}}}+C}
{\displaystyle \int {\frac {x^{2}}{\sqrt {a^{2}-x^{2}}}}\ {\rm {d}}x=-{\frac {x}{2}}{\sqrt {a^{2}-x^{2}}}+{\frac {a^{2}}{2}}\arcsin {\frac {x}{a}}+C,\quad a>0}
{\displaystyle \int {\frac {\sqrt {x^{2}+a^{2}}}{x}}\ {\rm {d}}x={\sqrt {x^{2}+a^{2}}}-a\ln \left|{\frac {a+{\sqrt {x^{2}+a^{2}}}}{x}}\right|+C}
{\displaystyle \int {\frac {\sqrt {x^{2}-a^{2}}}{x}}\ {\rm {d}}x={\sqrt {x^{2}-a^{2}}}-a\arccos {\frac {a}{|x|}}+C,\quad a>0}
{\displaystyle \int {\frac {x^{2}}{\sqrt {x^{2}+a^{2}}}}\ {\rm {d}}x={\frac {x{\sqrt {x^{2}+a^{2}}}}{2}}-{\frac {a^{2}}{2}}\ln \left(x+{\sqrt {x^{2}+a^{2}}}\right)+C}
{\displaystyle \int {\frac {1}{x{\sqrt {x^{2}+a^{2}}}}}\ {\rm {d}}x={\frac {1}{a}}\ln \left|{\frac {x}{a+{\sqrt {x^{2}+a^{2}}}}}\right|+C}
{\displaystyle \int {\frac {1}{x^{2}{\sqrt {x^{2}\pm a^{2}}}}}\ {\rm {d}}x=\mp {\frac {\sqrt {x^{2}\pm a^{2}}}{a^{2}x}}+C}
{\displaystyle \int {\frac {1}{\sqrt {x^{2}\pm a^{2}}}}\ {\rm {d}}x=\ln \left|{\frac {x+{\sqrt {x^{2}\pm a^{2}}}}{a}}\right|+C=\operatorname {arcsinh} {\frac {x}{a}}+C}
{\displaystyle \int {\frac {1}{\sqrt {ax^{2}+bx+c}}}\ {\rm {d}}x={\frac {1}{\sqrt {a}}}\ln \left|2ax+b+2{\sqrt {a}}{\sqrt {ax^{2}+bx+c}}\right|+C,\quad a>0}
{\displaystyle \int {\frac {1}{\sqrt {ax^{2}+bx+c}}}\ {\rm {d}}x={\frac {1}{\sqrt {-a}}}\arcsin {\frac {-2ax-b}{\sqrt {b^{2}-4ac}}}+C,\quad a<0}
{\displaystyle \int {\sqrt {ax^{2}+bx+c}}\ {\rm {d}}x={\frac {2ax+b}{4a}}{\sqrt {ax^{2}+bx+c}}+{\frac {4ac-b^{2}}{8a}}\int {\frac {1}{\sqrt {ax^{2}+bx+c}}}\ {\rm {d}}x}
{\displaystyle \int {\frac {x}{\sqrt {ax^{2}+bx+c}}}\ {\rm {d}}x={\frac {\sqrt {ax^{2}+bx+c}}{a}}-{\frac {b}{2a}}\int {\frac {1}{\sqrt {ax^{2}+bx+c}}}\ {\rm {d}}x}
{\displaystyle \int {\frac {1}{x{\sqrt {ax^{2}+bx+c}}}}\ {\rm {d}}x={\frac {-1}{\sqrt {c}}}\ln \left|{\frac {2{\sqrt {c}}{\sqrt {ax^{2}+bx+c}}+bx+2c}{x}}\right|+C,\quad c>0}
{\displaystyle \int {\frac {1}{x{\sqrt {ax^{2}+bx+c}}}}\ {\rm {d}}x={\frac {1}{\sqrt {-c}}}\arcsin {\frac {bx+2c}{|x|{\sqrt {b^{2}-4ac}}}}+C,\quad c<0}
{\displaystyle \int x^{3}{\sqrt {x^{2}+a^{2}}}\ {\rm {d}}x=\left({\frac {1}{5}}x^{2}-{\frac {2}{15}}a^{2}\right){\sqrt {\left(x^{2}+a^{2}\right)^{3}}}+C}
{\displaystyle \int {\frac {\sqrt {x^{2}\pm a^{2}}}{x^{4}}}\ {\rm {d}}x={\frac {\mp {\sqrt {\left(x^{2}+a^{2}\right)^{3}}}}{3a^{2}x^{3}}}+C}

### Exponentiële functies
{\displaystyle \int e^{x}\ {\rm {d}}x=e^{x}+C}
{\displaystyle \int a^{x}\ {\rm {d}}x={\frac {a^{x}}{\ln {a}}}+C}
{\displaystyle \int e^{ax}\ {\rm {d}}x={\frac {e^{ax}}{a}}+C}
{\displaystyle \int a^{bx}\ {\rm {d}}x={\frac {a^{bx}}{b\ln {a}}}+C}
{\displaystyle \int x^{n}e^{ax}\ {\rm {d}}x={\frac {x^{n}e^{ax}}{a}}-{\frac {n}{a}}\int x^{n-1}e^{ax}\ {\rm {d}}x}

### Logaritmes
{\displaystyle \int \ln {x}\ {\rm {d}}x=x\ln {x}-x+C}
{\displaystyle \int \log _{b}{x}\ {\rm {d}}x=x\log _{b}{x}-x\log _{b}{e}+C}
{\displaystyle \int x^{n}\ln ax\ {\rm {d}}x=x^{n+1}\left({\frac {\ln ax}{n+1}}-{\frac {1}{(n+1)^{2}}}\right)+C}
{\displaystyle \int x^{n}\left(\ln ax\right)^{m}\ {\rm {d}}x={\frac {x^{n+1}}{n+1}}\left(\ln ax\right)^{m}-{\frac {m}{n+1}}\int x^{n}\left(\ln ax\right)^{m-1}\ {\rm {d}}x}

### Goniometrische functies
{\displaystyle \int \sin {x}\ {\rm {d}}x=-\cos {x}+C}
{\displaystyle \int \cos {x}\ {\rm {d}}x=\sin {x}+C}
{\displaystyle \int \tan {x}\ {\rm {d}}x=-\ln {\left|\cos {x}\right|}+C}
{\displaystyle \int \cot {x}\ {\rm {d}}x=\ln {\left|\sin {x}\right|}+C}
{\displaystyle \int \sec {x}\ {\rm {d}}x=\ln {\left|\sec {x}+\tan {x}\right|}+C}
{\displaystyle \int \csc {x}\ {\rm {d}}x=\ln {\left|\csc {x}-\cot {x}\right|}+C}
{\displaystyle \int {\frac {1}{\sin x}}\ {\rm {d}}x=\ln \left|\tan {\tfrac {1}{2}}x\right|+C=\ln \left|{\frac {1}{\sin x}}-\cot x\right|+C}
{\displaystyle \int {\frac {1}{\cos x}}\ {\rm {d}}x=\ln \left|\tan {\tfrac {1}{2}}x+{\tfrac {1}{4}}\pi \right|+C=\ln \left|{\frac {1}{\cos x}}+\tan x\right|+C}
{\displaystyle \int \arcsin {\frac {x}{a}}\ {\rm {d}}x=x\arcsin {\frac {x}{a}}+{\sqrt {a^{2}-x^{2}}}+C,\quad a>0}
{\displaystyle \int \arccos {\frac {x}{a}}\ {\rm {d}}x=x\arccos {\frac {x}{a}}-{\sqrt {a^{2}-x^{2}}}+C,\quad a>0}
{\displaystyle \int \arctan {\frac {x}{a}}\ {\rm {d}}x=x\arctan {\frac {x}{a}}-{\frac {a}{2}}\ln \left(a^{2}+x^{2}\right)+C,\quad a>0}
{\displaystyle \int {\frac {1}{\cos ^{2}x}}\ {\rm {d}}x=\int \sec ^{2}x\ {\rm {d}}x=\tan x+C}
{\displaystyle \int {\frac {1}{\sin ^{2}x}}\ {\rm {d}}x=\int \csc ^{2}x\ {\rm {d}}x=-\cot x+C}
{\displaystyle \int \sec {x}\ \tan {x}\ {\rm {d}}x=\sec {x}+C}
{\displaystyle \int \csc {x}\ \cot {x}\ {\rm {d}}x=-\csc {x}+C}
{\displaystyle \int \sin ^{2}x\ {\rm {d}}x={\tfrac {1}{2}}(x-\sin x\cos x)+C}
{\displaystyle \int \cos ^{2}x\ {\rm {d}}x={\tfrac {1}{2}}(x+\sin x\cos x)+C}
{\displaystyle \int \sin ^{n}x\ {\rm {d}}x=-{\frac {\sin ^{n-1}{x}\cos {x}}{n}}+{\frac {n-1}{n}}\int \sin ^{n-2}{x}\ {\rm {d}}x}
{\displaystyle \int \cos ^{n}x\ {\rm {d}}x={\frac {\cos ^{n-1}{x}\sin {x}}{n}}+{\frac {n-1}{n}}\int \cos ^{n-2}{x}\ {\rm {d}}x}
{\displaystyle \int \tan ^{n}x\ {\rm {d}}x={\frac {\tan ^{n-1}x}{n-1}}-\int \tan ^{n-2}x\ {\rm {d}}x,\quad n\neq 1}
{\displaystyle \int \cot ^{n}x\ {\rm {d}}x=-{\frac {\cot ^{n-1}x}{n-1}}-\int \cot ^{n-2}x\ {\rm {d}}x,\quad n\neq 1}
{\displaystyle \int \sec ^{n}x\ {\rm {d}}x={\frac {\tan x\sec ^{n-2}x}{n-1}}+{\frac {n-2}{n-1}}\int \sec ^{n-2}x\ {\rm {d}}x,\quad n\neq 1}
{\displaystyle \int \csc ^{n}x\ {\rm {d}}x=-{\frac {\cot x\csc ^{n-2}x}{n-1}}+{\frac {n-2}{n-1}}\int \csc ^{n-2}x\ {\rm {d}}x,\quad n\neq 1}
{\displaystyle \int \sin ax\sin bx\ {\rm {d}}x={\frac {\sin(a-b)x}{2(a-b)}}-{\frac {\sin(a+b)x}{2(a+b)}}+C,\quad a^{2}\neq b^{2}}
{\displaystyle \int \sin ax\cos bx\ {\rm {d}}x=-{\frac {\cos(a-b)x}{2(a-b)}}-{\frac {\cos(a+b)x}{2(a+b)}}+C,\quad a^{2}\neq b^{2}}
{\displaystyle \int \cos ax\cos bx\ {\rm {d}}x={\frac {\sin(a-b)x}{2(a-b)}}+{\frac {\sin(a+b)x}{2(a+b)}}+C,\quad a^{2}\neq b^{2}}
{\displaystyle \int \sec x\tan x\ {\rm {d}}x=\sec x+C}
{\displaystyle \int \csc x\cot x\ {\rm {d}}x=-\csc x+C}
{\displaystyle \int \cos ^{m}x\sin ^{n}x\ {\rm {d}}x={\frac {\cos ^{m-1}x\sin ^{n+1}x}{m+n}}+{\frac {m-1}{m+n}}\int \cos ^{m-2}x\sin ^{n}x\ {\rm {d}}x}
{\displaystyle =-{\frac {\sin ^{n-1}x\cos ^{m+1}x}{m+n}}+{\frac {n-1}{m+n}}\int \cos ^{m}x\sin ^{n-2}x\ {\rm {d}}x}
{\displaystyle \int x^{n}\sin ax\ {\rm {d}}x=-{\frac {1}{a}}x^{n}\cos ax+{\frac {n}{a}}\int x^{n-1}\cos ax\ {\rm {d}}x}
{\displaystyle \int x^{n}\cos ax\ {\rm {d}}x={\frac {1}{a}}x^{n}\sin ax-{\frac {n}{a}}\int x^{n-1}\sin ax\ {\rm {d}}x}
{\displaystyle \int e^{ax}\sin bx\ {\rm {d}}x={\frac {e^{ax}\left(a\sin bx-b\cos bx\right)}{a^{2}+b^{2}}}+C}
{\displaystyle \int e^{ax}\cos bx\ {\rm {d}}x={\frac {e^{ax}\left(b\sin bx+a\cos bx\right)}{a^{2}+b^{2}}}+C}

### Hyperbolische functies
{\displaystyle \int \sinh x\ {\rm {d}}x=\cosh x+C}
{\displaystyle \int \cosh x\ {\rm {d}}x=\sinh x+C}
{\displaystyle \int \tanh x\ {\rm {d}}x=\ln |\cosh x|+C}
{\displaystyle \int \operatorname {csch} \ x\ {\rm {d}}x=\ln \left|\tanh {x \over 2}\right|+C}
{\displaystyle \int \operatorname {sech} \ x\ {\rm {d}}x=\arctan(\sinh x)+C}
{\displaystyle \int \coth x\ {\rm {d}}x=\ln |\sinh x|+C}
{\displaystyle \int \sinh ^{2}x\ {\rm {d}}x={\frac {1}{4}}\sinh 2x-{\frac {1}{2}}x+C}
{\displaystyle \int \cosh ^{2}x\ {\rm {d}}x={\frac {1}{4}}\sinh 2x+{\frac {1}{2}}x+C}
{\displaystyle \int \operatorname {sech} ^{2}x\ {\rm {d}}x=\tanh x+C}
{\displaystyle \int {\frac {1}{\sinh ^{2}x}}\ {\rm {d}}x=-\operatorname {\coth } x+C}
{\displaystyle \int \sinh ^{-1}{\frac {x}{a}}\ {\rm {d}}x=x\sinh ^{-1}{\frac {x}{a}}-{\sqrt {x^{2}+a^{2}}}+C}
{\displaystyle \int \cosh ^{-1}{\frac {x}{a}}\ {\rm {d}}x=x\cosh ^{-1}{\frac {x}{a}}-{\sqrt {x^{2}-a^{2}}}+C,\quad \cosh ^{-1}{\frac {x}{a}}<0\ {\mbox{ en }}\ a>0}
{\displaystyle \int \cosh ^{-1}{\frac {x}{a}}\ {\rm {d}}x=x\cosh ^{-1}{\frac {x}{a}}+{\sqrt {x^{2}-a^{2}}}+C,\quad \cosh ^{-1}{\frac {x}{a}}<0\ {\mbox{ en }}\ a>0}
{\displaystyle \int \tanh ^{-1}{\frac {x}{a}}\ {\rm {d}}x=x\tanh ^{-1}{\frac {x}{a}}+{\frac {a}{2}}\ln \left|a^{2}-x^{2}\right|+C}
{\displaystyle \int \operatorname {sech} x\tanh x\ {\rm {d}}x=-\operatorname {sech} x+C}
{\displaystyle \int \operatorname {csch} x\coth x\ {\rm {d}}x=-\operatorname {csch} x+C}
rationaal · irrationaal · exponentieel · logaritmisch · goniometrisch · invers goniometrisch · hyperbolisch · invers hyperbolisch